# Ламбертон (тауншип, Миннесота)
Ламбертон (англ. Lamberton) — тауншип в округе Редвуд, Миннесота, США. На 2000 год его население составило 235 человек.

## География
По данным Бюро переписи населения США площадь тауншипа составляет 91,7 км², из которых 91,7 км² занимает суша, а 0,1 км² — вода (0,06 %).

## Демография
По данным переписи населения 2000 года здесь находились 235 человек, 83 домохозяйства и 65 семей.  Плотность населения —  2,6 чел./км².  На территории тауншипа расположено 88 построек со средней плотностью 1,0 построек на один квадратный километр. Расовый состав населения: 100,00 % белых.
Из 83 домохозяйств в 37,3 % воспитывались дети до 18 лет, в 73,5 % проживали супружеские пары и в 20,5 % домохозяйств проживали несемейные люди. 16,9 % домохозяйств состояли из одного человека, при том 3,6 % из — одиноких пожилых людей старше 65 лет. Средний размер домохозяйства — 2,83, а семьи — 3,21 человека.
31,5 % населения — младше 18 лет, 4,3 % — в возрасте от 18 до 24 лет, 26,8 % — от 25 до 44, 24,3 % — от 45 до 64, и 13,2 % — старше 65 лет. Средний возраст — 37 лет. На каждые 100 женщин приходилось 117,6 мужчин.  На каждые 100 женщин старше 18 приходилось 130,0 мужчин.
Средний годовой доход домохозяйства составлял 34 286 долларов, а средний годовой доход семьи —  41 667 долларов. Средний доход мужчин —  27 857  долларов, в то время как у женщин — 18 750. Доход на душу населения составил 15 914 долларов. За чертой бедности находились 5,7 % семей и 7,3 % всего населения тауншипа, из которых 9,0 % младше 18 лет.